# Габрє-при-Ілові Горі
Габрє-при-Ілові Горі (словен. Gabrje pri Ilovi Gori) — поселення в общині Гросуплє, Осреднєсловенський регіон, Словенія. Висота над рівнем моря: 410,3 м.